# Wellenende

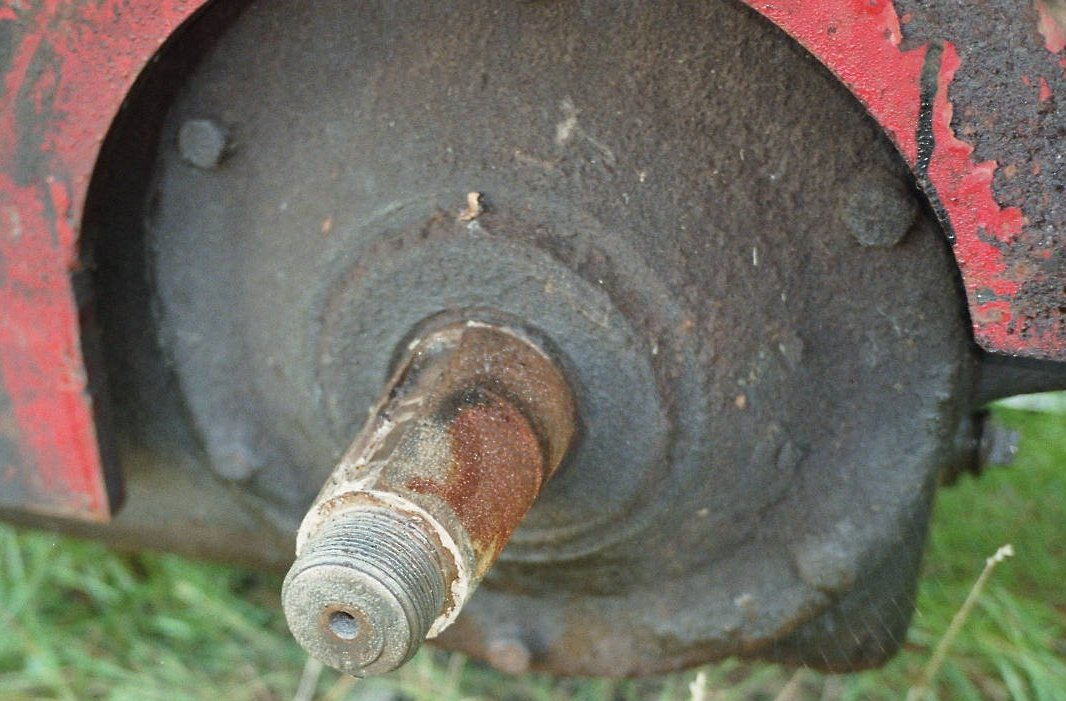
Ein Zapfen als Wellenende

Wellenenden werden die aus rotierenden Maschinen herausgeführten Teile der An- oder Abtriebswellen genannt. Wellenenden führen mechanische Energie über Kupplungen ab (Motoren) oder zu (Generatoren und alle Arten von Produktions- und Arbeitsmaschinen).
Rotierende Maschinen können ein oder zwei Wellenenden haben. Bei zwei Wellenenden dient in der Regel eines als Haupt-Kraftübertragungselement, während das andere Nebenaggregate antreibt. 
So ist zum Beispiel bei jedem Norm-Elektromotor auf einem Wellenende ein Lüfter zur Motorkühlung montiert, während das andere mechanische Energie an die anzutreibende Maschine abgibt. 
Bei Verbrennungsmotoren ist an einem Ende der Kurbelwelle die trennbare Kupplung  zum Schaltgetriebe des Fahrantriebs angebaut. Am anderen Ende befinden sich Zahnräder zum Antrieb der Nockenwelle und Keilriemenräder zum Antrieb von Nebenaggregaten wie Lichtmaschine, Wasserpumpe, Lüfterflügel oder Lenkhilfe.